# Mérey Mihály
Mérey Mihály jogtudós, királyi tanácsos, a királyi tábla elnöke, alnádor a 16. században.

## Élete
Mérei János és Hányi Margit fia, aki az 1542. évi 28., 29. és 30. törvénycikk alapján Pozsonyban újra szervezett helytartótanács törvénytudó tagjai közt volt. I. Ferdinánd király megbízásából 1551-ben teljes magyar Corpus Jurist állított össze az összes törvényekből Quadripartitum néven, amely azonban megerősítés nélkül maradt. Ferdinánd királytól jelentékeny birtokokat kapott 1544. szept. 29. 1562. szept. 26-ig királyi személynök volt. 1563-ban alnádor lett. Meghalt 1572-ben. Csallóközben az Éberhardi uradalmához tartozó Csütörtöki szent Jakab templomban temették el.